# محمد رشاد سليم
رشاد سليم (1913 - 1941)، هو فنان ورسام عراقي وأحد أبناء الحاج محمد سليم الذي اشتهرت عائلته بالثقافة والرسم والفنون.

## نشأته
ولد في مدينة أنقرة في تركيا، وعاد مع والديه إلى العراق في العام 1927 وسكن مع عائلته في شارع الفضل في مدينة بغداد. كان والده الحاج محمد سليم ضابطا ومن المؤسسين للحركة الفنية العراقية واشتهرت والدته مليكة عبد الله بفن التطريز والنسيج.

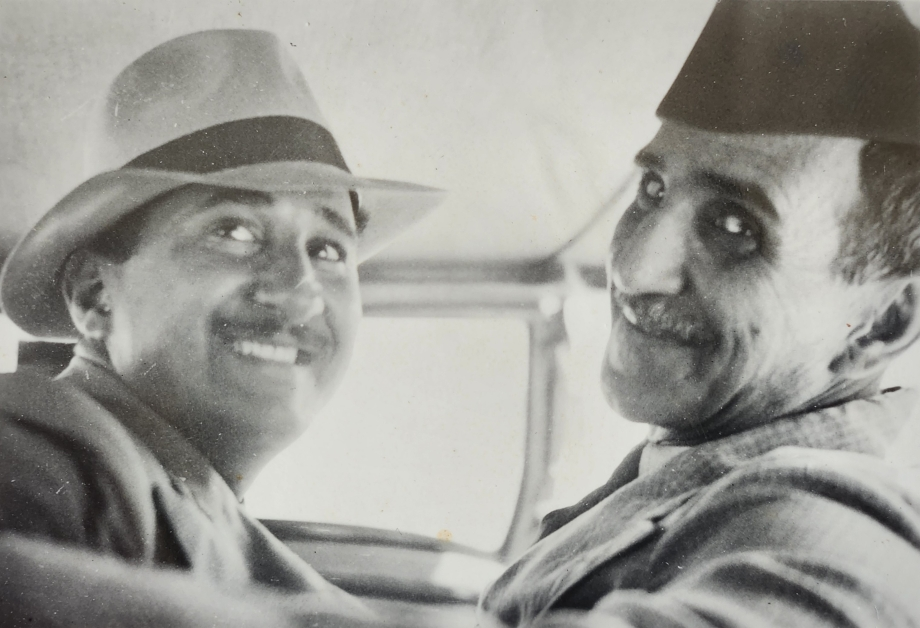
رشاد سليم مع والده الحاج محمد سليم
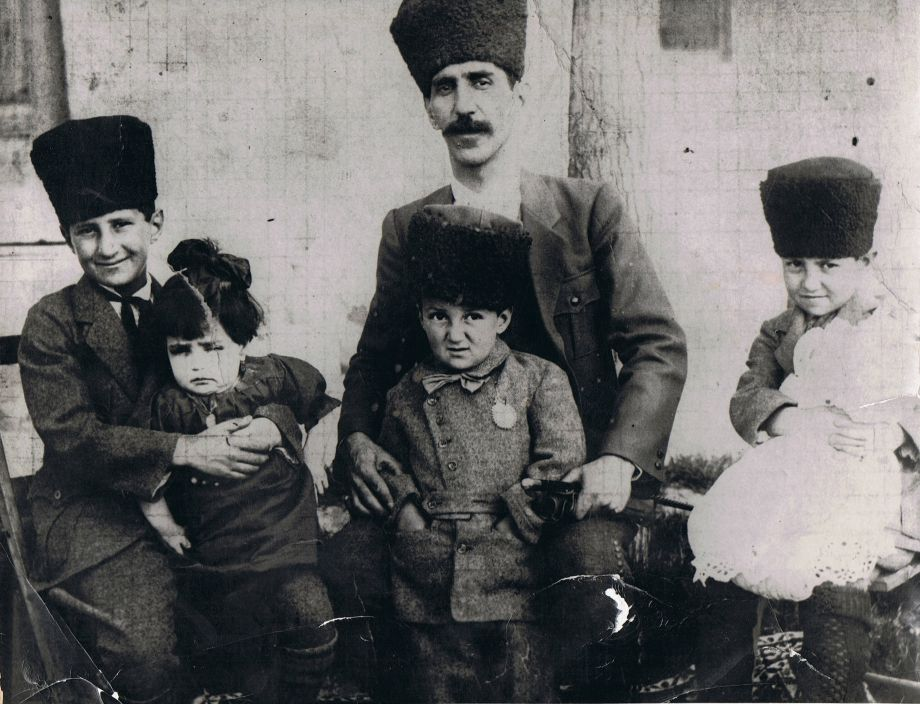
رشاد سليم (على يسار الصورة) مع والده الحاج سليم وأخوته في تركيا قبل عودتهم إلى العراق
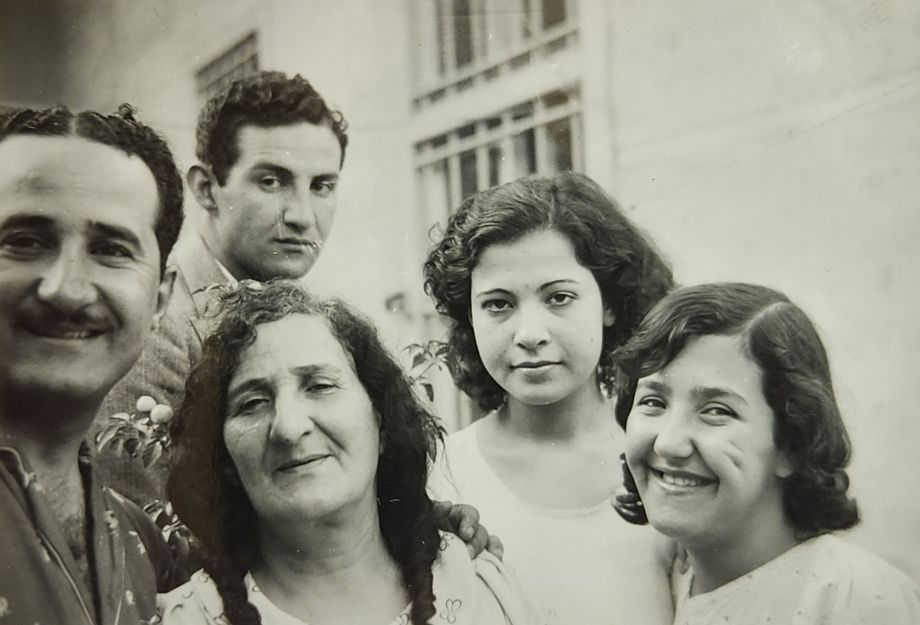
رشاد سليم مع والدته مليكة عبد الله وزوجته مكرم الحسيني وأخته نزيهة وأخيه سعاد
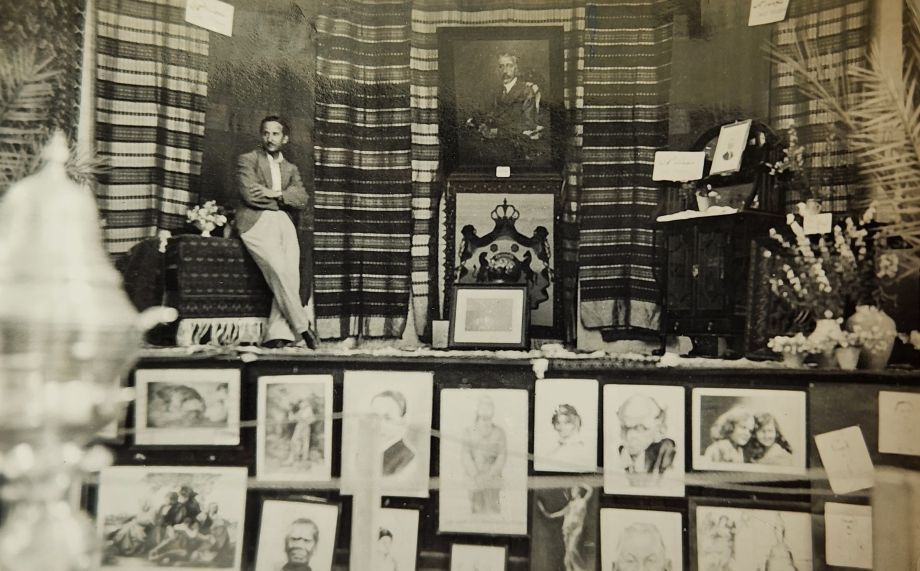
رشاد سليم

هو الأخ الأكبر في عائلة سليم التي كانت تهتم كثيرا بالثقافة والفنون وأخوته هم: علي سعاد سليم وأحمد جواد سليم وفاطمة نزيهة سليم ومصطفى نزار سليم. وقد سمّى أخوه نزار ابنه رشاد تكريما لذكراه.

## سيرته
كان رشاد سليم يحب المسرح والتمثيل والفن والموسيقى وركوب الخيل إلى جانب موهبته في الرسم الزيتي والمائي. عمل ضابطا في الجيش وتزوج من مكرم باهية عبد القادر سري الحسيني وهي سورية الأصل. سكن في بغداد وأنجب ولده الأول محمود رياض رشاد في العام 1938 وابنته نضال رشاد في العام 1941 وقد زار سورية عدة مرات خلال فترة زواجه.

كان أخوه جواد سليم يتواصل معه خلال دراسته للنحت في فرنسا بين عامي 1938 و1939 (انظر صورة البطاقة البريدية في الأسفل).

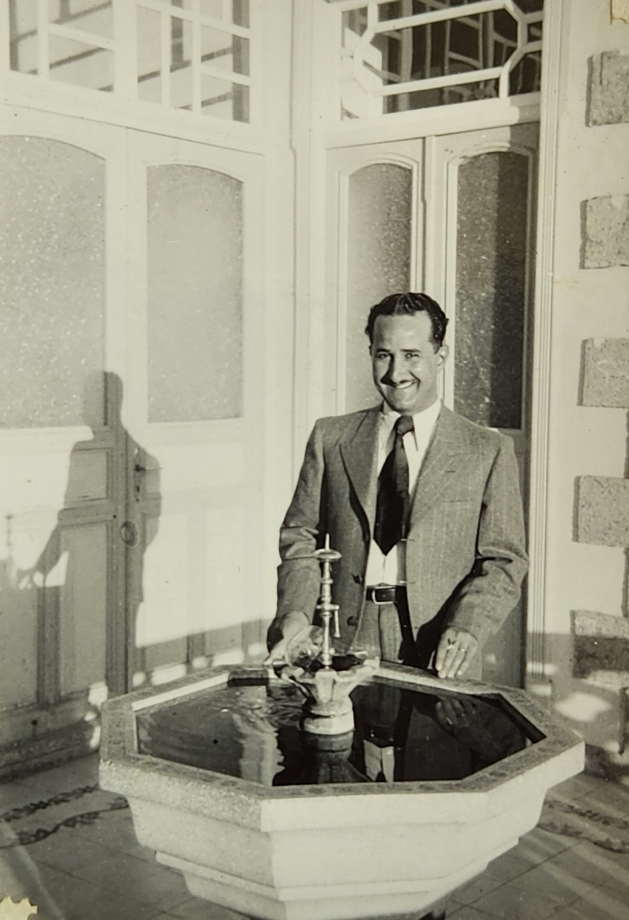
رشاد سليم
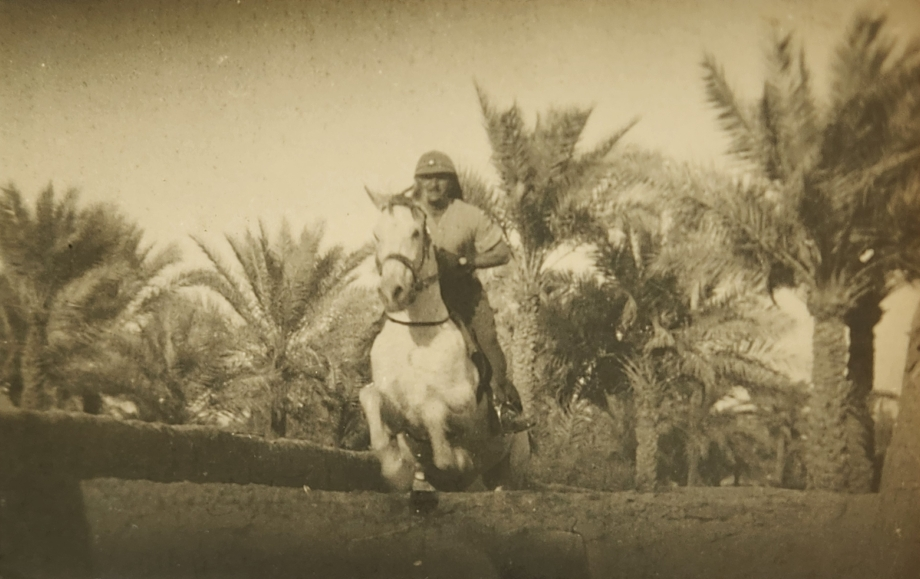
رشاد سليم وركوب الخيل
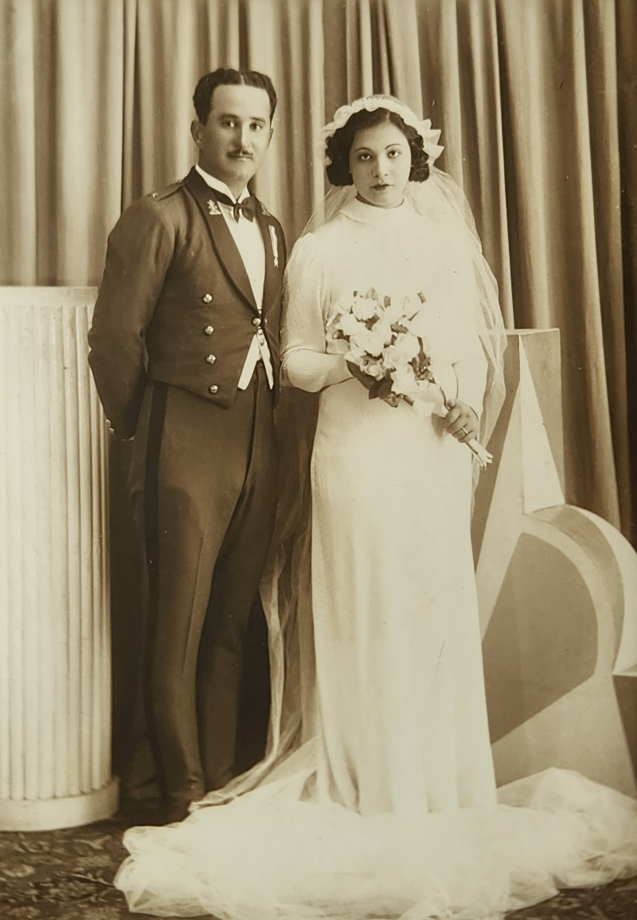
رشاد سليم في يوم زفافه
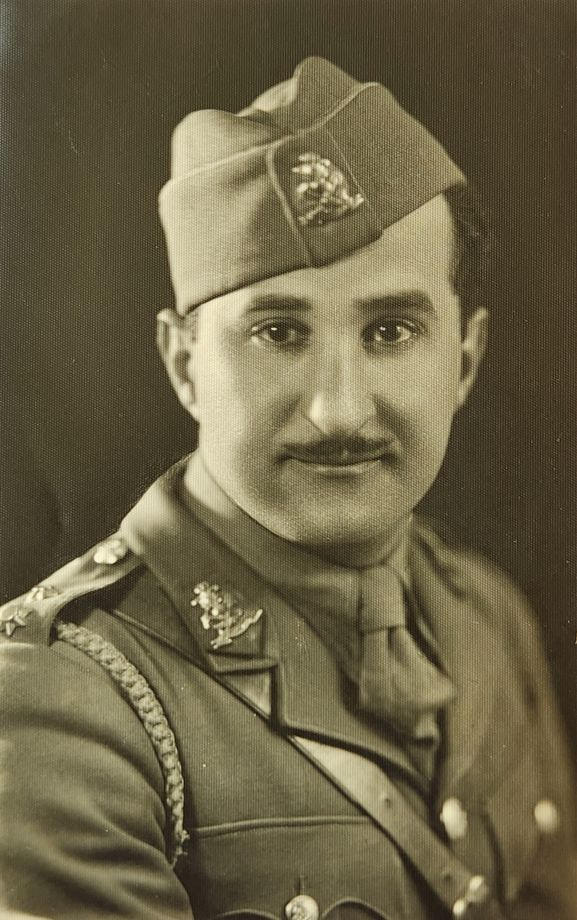
رشاد سليم في الزي العسكري
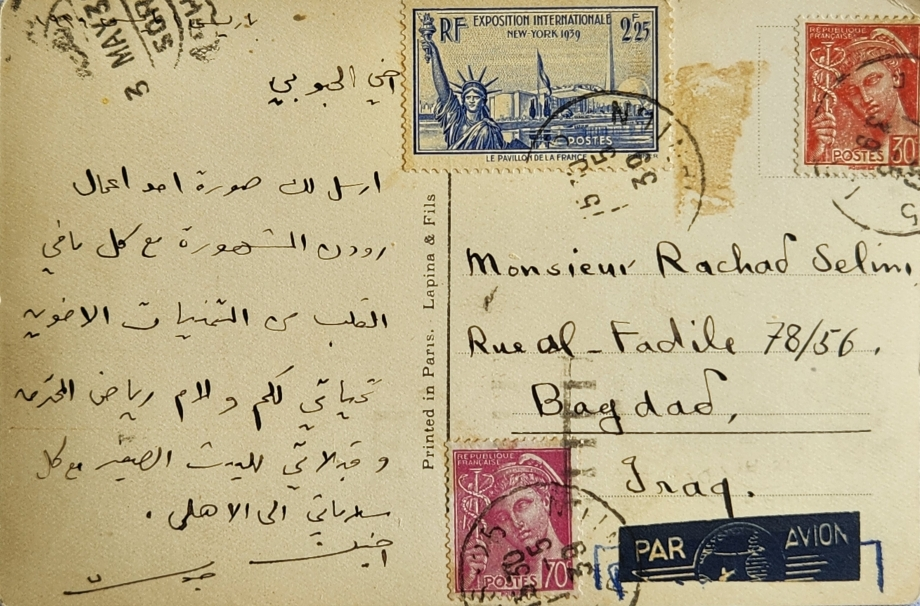
بطاقة بريدية إلى رشاد سليم من أخيه جواد سليم

## أعماله الفنية
كان مقربا لوالديه واكتسب منهما حب الثقافة والفنون وتعلم من والده الحاج محمد سليم أصول الرسم. بقي من أعماله الفنية عددا من الرسومات التخطيطية والمائية التي رسم فيها الطبيعة الصامتة والمناظر الطبيعية والشخوص (نماذج من أعماله الفنية في الأسفل).

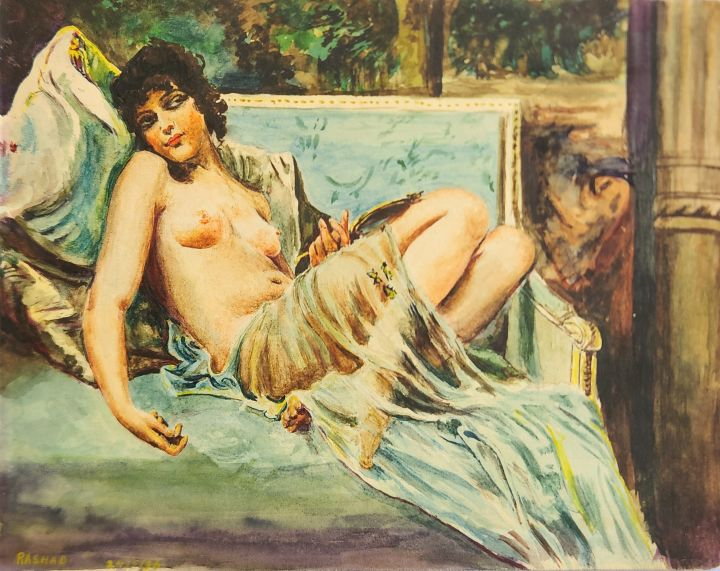
رسم للفنان رشاد سليم (1936) قياس 22.5سم × 17.5سم
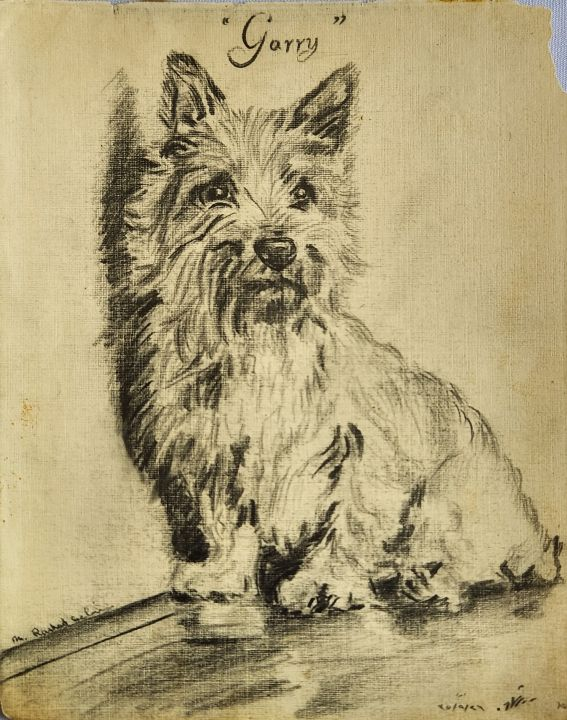
رسم للفنان رشاد سليم (1935) قياس 17.5سم × 22.5سم
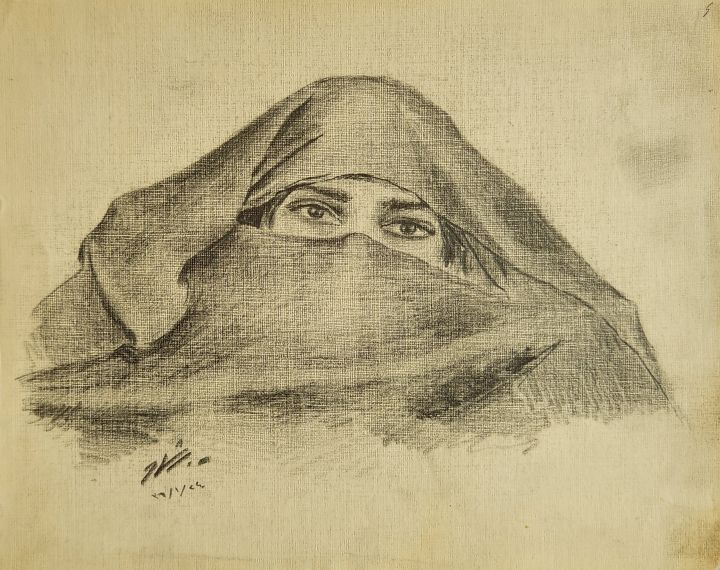
رسم للفنان رشاد سليم (1936) قياس 22.5سم × 17.5سم
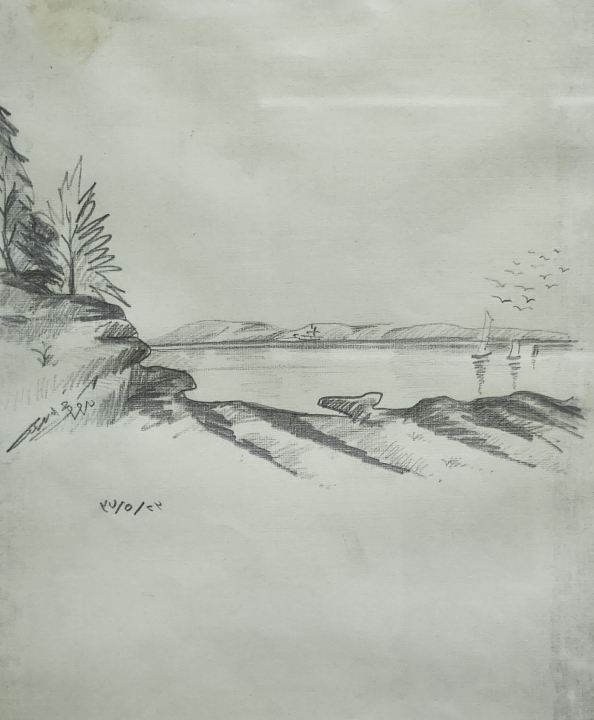
رسم للفنان رشاد سليم (1937) قياس 17.5سم × 22.5سم
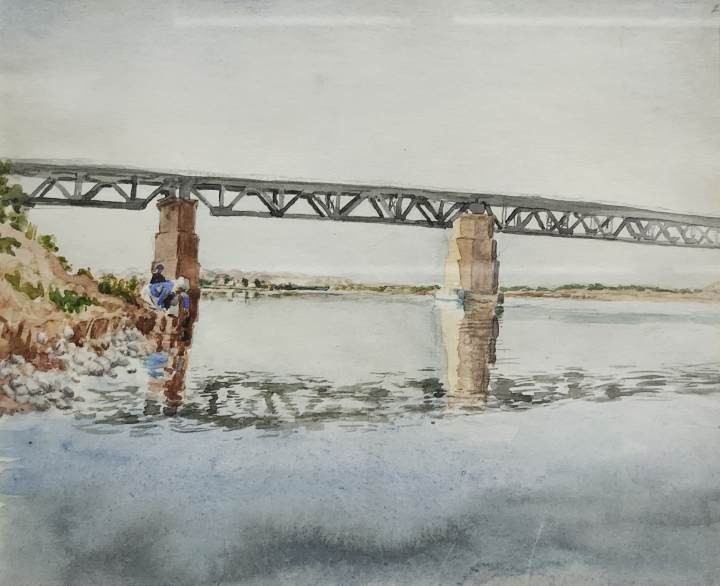
رسم للفنان رشاد سليم (1936) قياس 22.5سم × 17.5سم
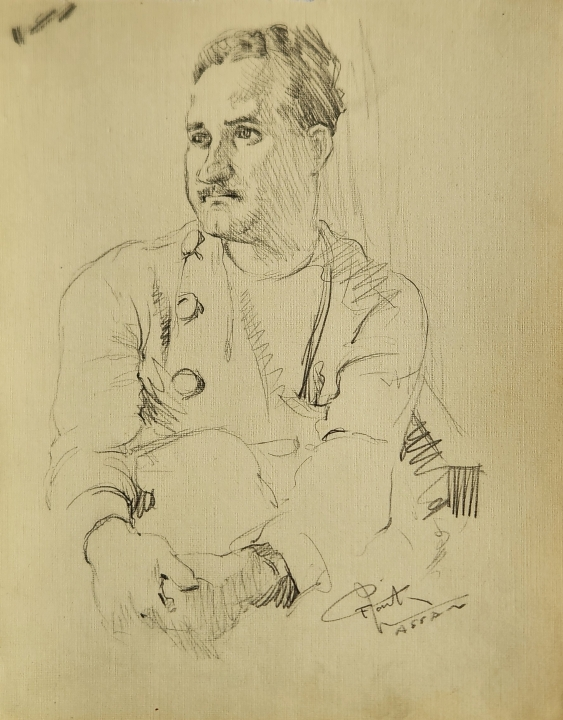
بورتريه لرشاد سليم بقلم الفنان فائق حسن قياس 22.5سم × 17.5سم

## وفاته
توفي وهو شاب بعد سقوطه من على صهوة جواده ودفن في مقبرة الخيزران. وعادت زوجته مكرم مع طفليها محمود رياض ونضال إلى سورية واستقرت فيها مع عائلتها حتى وفاتها.